# Crash van C-130 van de Iraanse luchtmacht op 6 december 2005

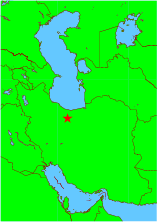
Teheran, de hoofdstad van Iran.

Op 6 december 2005 stortte bij de stad Teheran een C-130 Hercules transportvliegtuig neer van de Iraanse luchtmacht. Het vliegtuig stortte neer op een flat met 10 verdiepingen in een dichtbevolkt gebied in Teheran, de hoofdstad van Iran. Het vliegtuig probeerde een noodlanding te maken en was op weg naar Bandar Abbas.
De lokale autoriteiten bevestigden dat er 94 mensen aan boord waren toen het vliegtuig neerstortte, waaronder veel journalisten. De burgemeester van de stad, Mohammad Bagher Ghalibaf, zei dat alle personen aan boord, bemanning en passagiers, waren omgekomen in de crash toen het vliegtuig explodeerde. De Iraanse staatsradio meldde dat zeker 25 mensen waren omgekomen op de grond, waardoor het officiële dodental op 119 komt. Zeker 50 mensen raakten gewond.
Iason Sowden van het Global Radio News in Teheran zei dat er op de plek van de ramp verkoolde lichamen liggen. Sowden zei ook dat een vleugel van het vliegtuig voor het gebouw ligt. Eerste beelden van Iraanse TV laten een chaotisch schouwspel zien.
Vroeger op de dag werden alle kinderen geadviseerd om thuis te blijven door de hoge niveaus van smog en verontreiniging. 6 december is een vrije dag voor schoolkinderen waardoor mogelijk veel kinderen thuis waren.

## Vluchtgegevens
Het militaire C-130 toestel stortte neer kort nadat het was opgestegen vanaf het Mehrabad vliegveld in Teheran. Het vliegtuig kwam neer in de wijk Shahrak-e Towhid in een gebouw waar meer dan 250 mensen wonen. Het toestel crashte in een flatgebouw met 10 verdiepingen. De oorzaak van de crash is nog niet bevestigd maar sommige media berichten dat het toestel neerstortte nadat het technische problemen had gemeld. De Iraanse staats TV meldde dat het vliegtuig explodeerde tijdens de inslag. 